# Mistrzostwa Azji we Wspinaczce Sportowej 2002
Mistrzostwa Azji we Wspinaczce Sportowej 2002 – 11. edycja Mistrzostw Azji we wspinaczce sportowej, która odbyła się w dniach 12–13 października 2002 w japońskiej Toyamie. 

## Konkurencje
Mężczyźni
- prowadzenie oraz wspinaczka na czas,

Kobiety
- prowadzenie oraz wspinaczka na czas.

## Uczestnicy
Zawodnicy i zawodniczki podczas zawodów wspinaczkowych w 2002 roku rywalizowali w 4 konkurencjach. Łącznie do mistrzostw Azji zgłoszonych zostało 95 wspinaczy(każdy zawodnik ma prawo startować w każdej konkurencji o ile do niej został zgłoszony i zaakceptowany przez IFCS i organizatora zawodów).  W klasyfikacji medalowej zwyciężyli Koreańczycy, zdobywając łącznie 5 medali (w tym 2 złotych, 2 srebrne oraz 1 brązowy).
| Lp.   |           | ↓ Uczestnicy – konkurencje → |    | prowadzenie | na czas |
| ----- | --------- | ---------------------------- | -- | ----------- | ------- |
| 1.    | Mężczyźni | 37                           | 19 |             |         |
| 2.    | Kobiety   | 29                           | 10 |             |         |
| Razem | Razem     | Razem                        | 66 | 29          |         |

## Medaliści
| Konkurencja  | Złoto                           | Srebro                           | Brąz                           |
| ------------ | ------------------------------- | -------------------------------- | ------------------------------ |
| Mężczyźni    |                                 |                                  |                                |
| prowadzenie  | Japonia · Takaaki Tsuiki        | Korea Południowa · Kim Dong-sik  | Korea Południowa · Cho Kyu-bog |
| wsp. na czas | Hongkong · Lai Chi Wai          | Malezja · Tan Leong Wai          | Indonezja · Yusof Yazid        |
| Kobiety      |                                 |                                  |                                |
| prowadzenie  | Korea Południowa · Go Mi-sun    | Korea Południowa · Kim Hyun-jung | Hongkong · Liu Hiu Ying        |
| wsp. na czas | Korea Południowa · Kim Joung-mi | Hongkong · Choi Shun Yuk         | Chiny · Zhang Qing             |

## Klasyfikacja medalowa
* Gospodarz zawodów został zaznaczony tym kolorem.
|                   |                   |   |   |   |    |  |  |  |  |
| 1                 | Korea Południowa  | 2 | 2 | 1 | 5  |  |  |  |  |
| 2                 | Hongkong          | 1 | 1 | 1 | 3  |  |  |  |  |
| 3                 | Japonia           | 1 | 0 | 0 | 1  |  |  |  |  |
| 4                 | Malezja           | 0 | 1 | 0 | 1  |  |  |  |  |
| 5                 | Chiny             | 0 | 0 | 1 | 1  |  |  |  |  |
| 5                 | Indonezja         | 0 | 0 | 1 | 1  |  |  |  |  |
| Ogółem (6 państw) | Ogółem (6 państw) | 4 | 4 | 4 | 12 |  |  |  |  |